# توفيق شهاب (ممثل صوت)
توفيق شهاب (19 مارس 1984) هو ممثل صوت لبناني.

## فيلموغرافيا

### رسوم متحركة
- أبطال التايتنز انطلقوا (مسلسل)
- توم وجيري
- عالم توم وجيري المدهش
- عالم غامبول المدهش
- عرض توم وجيري (مسلسل 2014)
- باغز: إنتاج لوني تونز - بيغ فوت
- مستر بين
- وقت المغامرة

### أفلام
- بولت (النسخة العربية الفصحى)
- تشيكن ليتل - باك «أيس» كلاك (النسخة العربية الفصحى)
- دافي داك ومطاردو الخرافة - هيوغو الرجل الثلجي البغيض، كبير خدم جي بي كيوبش
- عائلة روبنسون - سيد هارنغتون، لويس الناضج (النسخة العربية الفصحى)
- قلبا وقالبا - بينغ بونغ
- كوكب الكنز (النسخة العربية الفصحى)
- ليلو وستيتش 2 (النسخة العربية الفصحى)
- ميلو ورحلة الإنقاذ